# Eurycarenus sessilis
Eurycarenus sessilis är en tvåvingeart som beskrevs av Mario Bezzi 1921. Eurycarenus sessilis ingår i släktet Eurycarenus och familjen svävflugor. Inga underarter finns listade i Catalogue of Life.